# Rudolf Pressberger

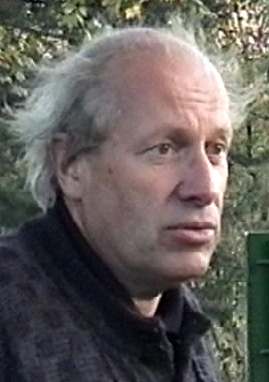
Rudolf Pressberger im Oktober 2000

Rudolf Pressberger (* 3. Dezember 1942 in Wien; † 11. August 2001 in St. Veit in Defereggen) war ein österreichischer Maschinenbautechniker und Astronom. Er wirkte an der Universitätssternwarte Wien und erbaute die Purgathofer-Sternwarte in Klosterneuburg-Kierling.

## Leben
Er  wurde als drittes Kind des technischen Angestellten Hans Pressberger nach seinen beiden älteren Schwestern Leni und Traude geboren. Nach der Volks- und Hauptschule besuchte er die Höhere Technische Lehranstalt in Wien, absolvierte ein Maschinenbau-Studium und erhielt nach drei Praxisjahren den Berufstitel Ingenieur.
Von 1964 bis 1972 arbeitete er im Konstruktionsbüro der Armaturenfirma Hübner-Vamag in Wien. 1972 trat er als technischer Angestellter am Institut für Astronomie der Universität Wien in den österreichischen Bundesdienst ein. 1984 wurde er mit der technischen Betriebsleitung des Leopold-Figl-Observatoriums betraut.
Pressberger war auch der Konstrukteur der sogenannten „Österreich neu“ Gabelmontierung, welche in zahlreichen Sternwarten in Österreich (z. B. Kepler Sternwarte Linz) im Einsatz ist.

## Auszeichnungen
- Preis für Wissenschaft und Kunst der Stadtgemeinde Klosterneuburg
- Silbernes Ehrenzeichen für Verdienste um die Republik Österreich
- Benennung des Kleinplaneten (13682) Pressberger zu seinen Ehren